# Crockett (Teksas)
Crockett je grad u američkoj saveznoj državi Teksas. Prema popisu stanovništva iz 2010. u njemu je živjelo 6.950 stanovnika.